# Ljubno község
Ljubno község (szlovén nyelven Občina Ljubno) Szlovénia 212 alapfokú közigazgatási egységének, azaz községének egyike a Savinjska statisztikai régióban. Adminisztratív központja Ljubno ob Savinji település.

## A községhez tartozó települések
A községhez Ljubno ob Savinji székhelyen kívül a következő települések tartoznak:
- Juvanje
- Meliše
- Okonina
- Planina
- Primož pri Ljubnem
- Radmirje
- Savina
- Ter

## Népesség
| Lakosok száma | 2648 | 2654 | 2669 | 2669 | 2640 | 2603 | 2586 | 2566 | 2547 | 2564 |
|               | 2008 | 2009 | 2011 | 2012 | 2013 | 2015 | 2016 | 2017 | 2019 | 2020 |